# احمدآباد کته

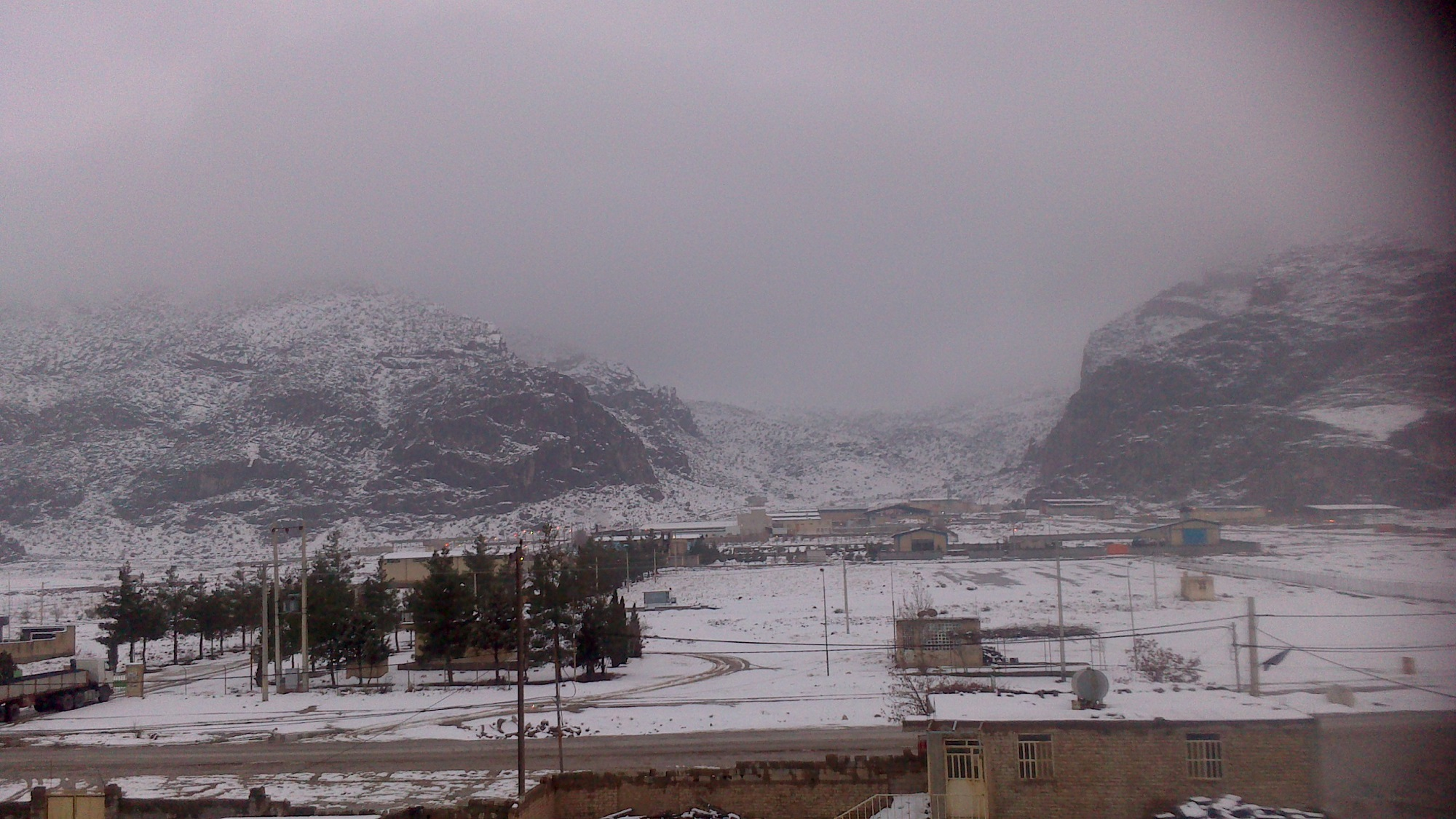
یک روز برفی در روستا سال 1392

احمدآباد کوهپایه، روستایی از توابع بخش سیدان شهرستان مرودشت در استان فارس ایران است.
این روستا در 25 کیلومتری شهرستان مرودشت واقع شده‌است.

## جمعیت
این روستا در دهستان رحمت قرار دارد و براساس سرشماری مرکز آمار ایران در سال 1401، جمعیت آن 900 نفر (220خانوار) بوده‌است.

## تصاویر

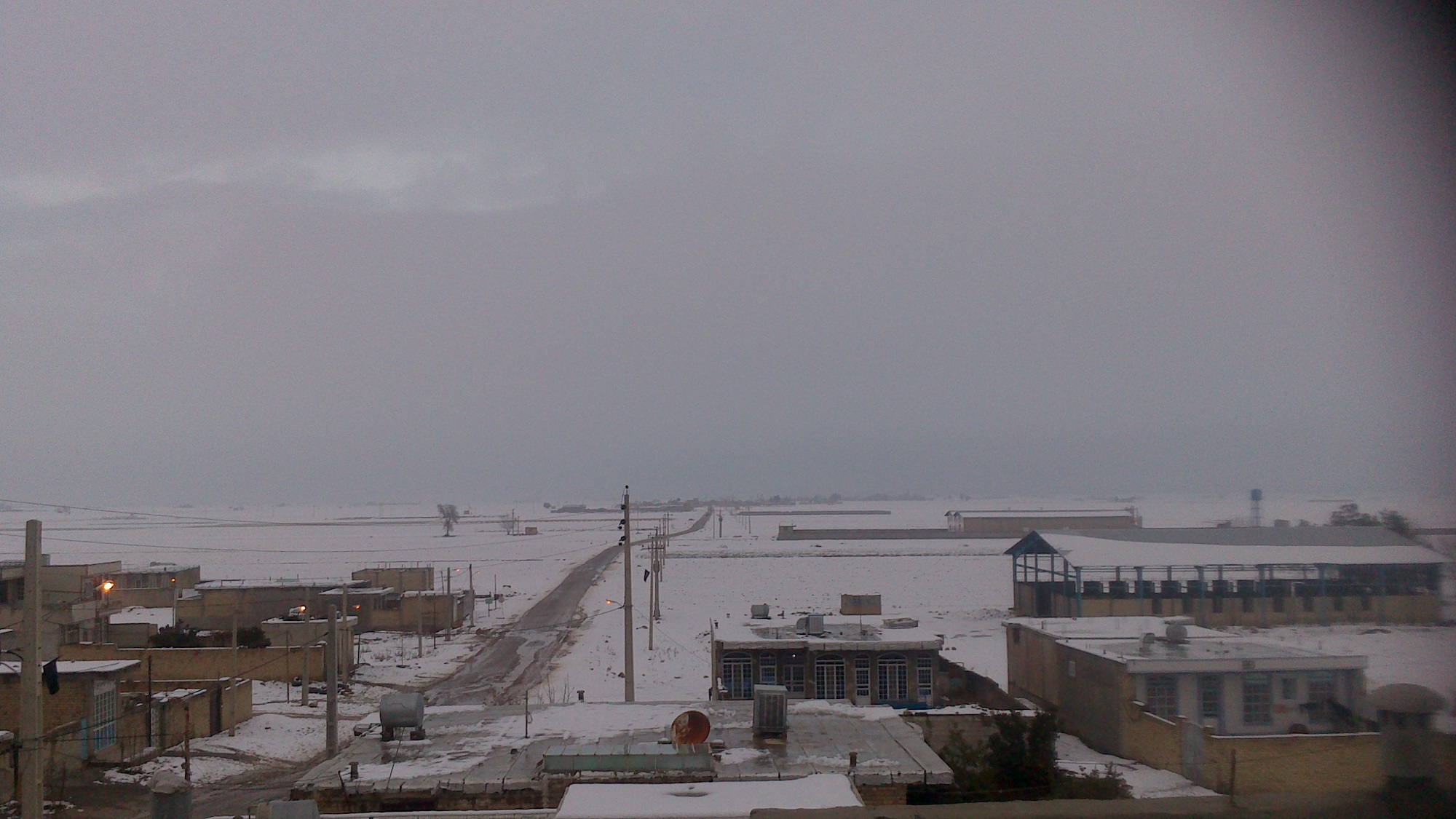
1392

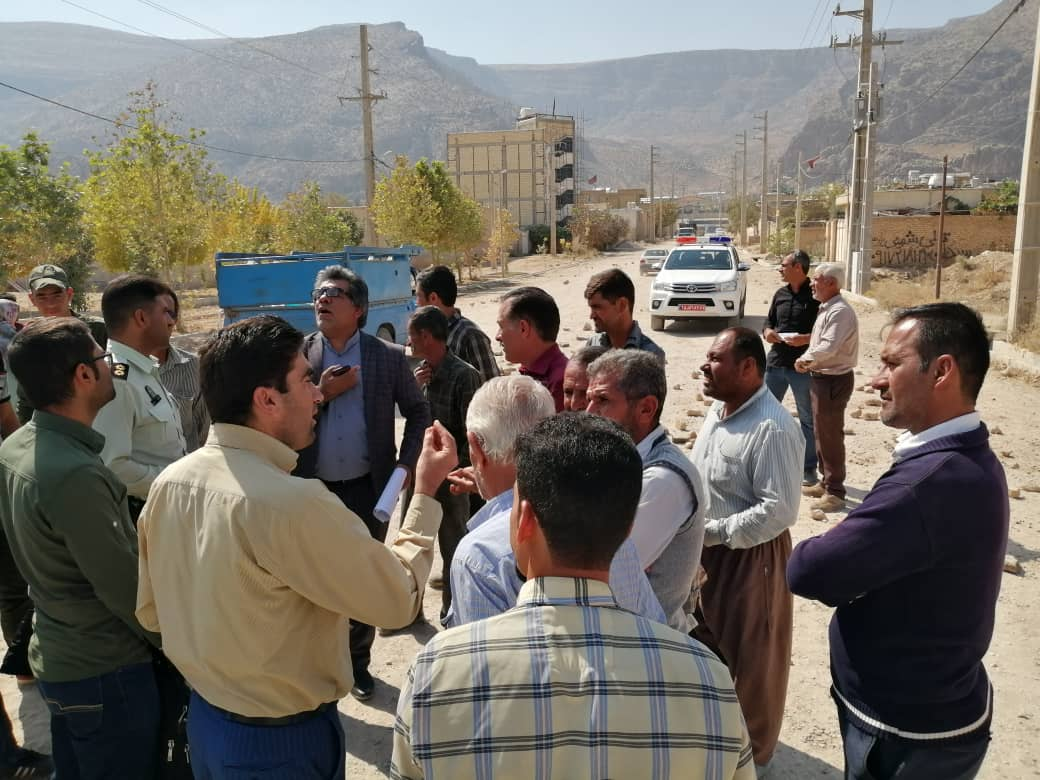
2019

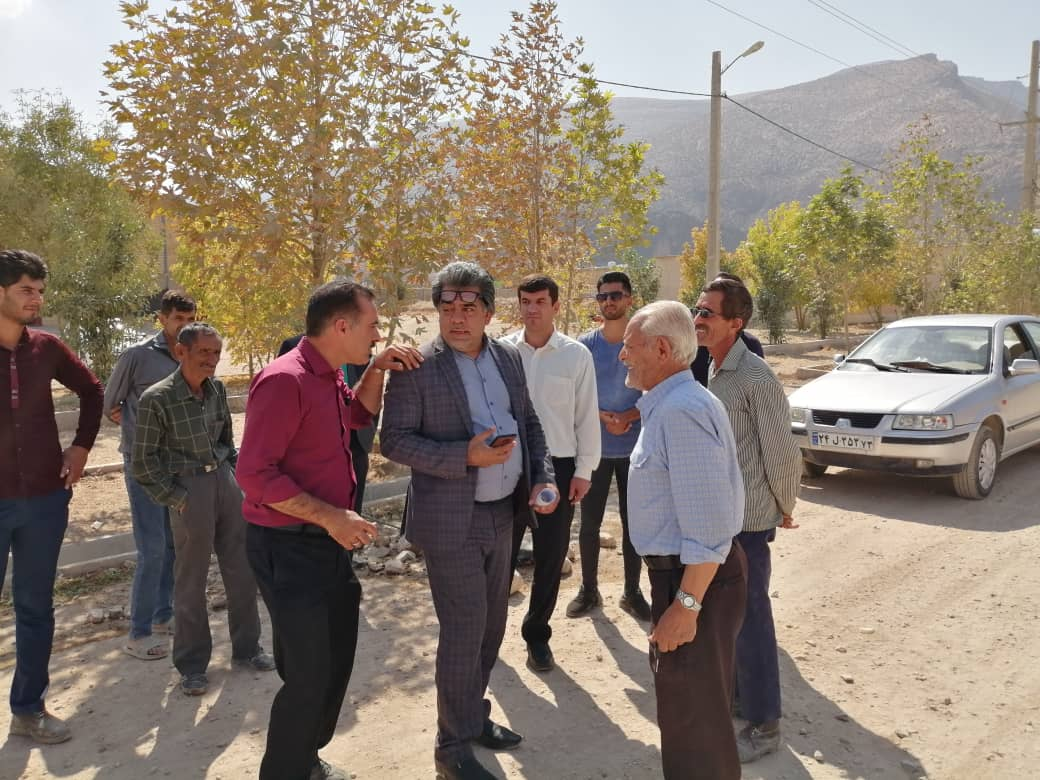
2019

## دهیار و شوراء
دهیار: مجتبی کشاورز
اعضای شورا:
-مرتضی کشاورز
-حاتم کشاورز
-غلامرضا زارعی

## گوگل مپ
https://g.co/kgs/DePVE1